# Aphrodite (album de Kylie Minogue)
Pour les articles homonymes, voir Aphrodite (homonymie).
Albums de Kylie Minogue
X
(2007) The Abbey Road Sessions
(2012)
Singles
1. All the Lovers
Sortie : 11 juin 2010
2. Get Outta My Way
Sortie : 27 septembre 2010
3. Better than Today
Sortie : 3 décembre 2010
4. Put Your Hands Up (If You Feel Love)
Sortie : 29 mai 2011

Aphrodite est le 11e album studio de la chanteuse australienne Kylie Minogue. Sa sortie a été annoncée le mardi 20 avril 2010 à midi, heure de Londres (13 heures à Paris). Aphrodite est finalement sorti en CD, CD+DVD et en 33 tours.
Par la suite, l'album est également sorti le 30 juin en Asie, le 2 juillet en Europe, le 6 juillet au Canada. Une version au format CD avec une pochette différente était prévue pour l'Afrique du Sud mais n'a finalement pas été commercialisée.

## Promotion
À savoir que le morceau Better than Today, faisait partie de la set list du tour américain et canadien For you and for me.
Elle commence alors à sillonner les routes de la planète : le 29 mai, Kylie est présente à Verone (Italie) pour le Wind Music Awards où elle chante en direct, en avant-première mondiale, All The Lovers, elle continue la promo à la télévision en Europe, Australie et aux États-Unis, le 3 juin elle participe avec Jean-Paul Gaultier au The Inspiration Gala à NYC et le lendemain elle fait un showcase au club new yorkais Splash, le 19 juin elle est à Paris pour le Concert d'M6 Mobile Music Live, le 26 juin, en duo avec le groupe Scissor Sisters au Glastonbury Festival en Angleterre, le 3 juillet elle donne un showcase à la fin de la Gay Pride à Madrid, le 5 juillet la presse conférence pour la présentation de l'album et le 10 juillet, un autre mini concert pour le club londonien G-A-Y.
La promotion de ce nouvel album continue, le 26 juillet, elle monte sur scène au Festival Live de Melbourne en Australie pour interpréter deux morceaux avec le groupe Scissor Sisters, le 22 août elle fait la surprise en chantant dans un pub anglais et le 28 du même mois, on la retrouve au Watermill center Concert à NYC avec Rufus Wainwright pour un showcase. Le 30 septembre elle est invitée au Gala de R. Cavalli à Paris. Le 21 octobre, un magnifique showcase devant la pyramide de Giza au Caire organisé par le magazine Enigma, le 23 du même mois, on la retrouve pour la toute première fois, au Mexique, un showcase est donné au EXA Festival.  
Au 15 septembre 2010, l'album s'est vendu à 500.000 exemplaires.

## Liste des titres
La liste des titres est révélée le 15 mai 2010.
1. All the Lovers
2. Get Outta My Way
3. Put Your Hands Up (If You Feel Love)
4. Closer
5. Everything Is Beautiful
6. Aphrodite
7. Illusion
8. Better than Today
9. Too Much
10. Cupid Boy
11. Looking for an Angel
12. Can't Beat the Feeling

Titre bonus japonais
1. Heartstrings

Titre bonus sur iTunes
1. Mighty Rivers'

Titre bonus sur Amazon.fr
1. Go Hard or Go Home

Édition spéciale CD+DVD
- Making Of de la vidéo "All The Lovers"
- Live de la tournée américaine "For You, For Me"
- Montage des photos d'Aphrodite et une galerie de photos
- Accès à une interview exclusive de Kylie sur "Aphrodite"

## Singles
1. All the Lovers (11 juin 2010[2])
2. Get Outta My Way (17 septembre 2010[2])
3. Better than Today (5 décembre 2010)
4. Put Your Hands Up (If You Feel Love) (3 juin 2011)

## Historique des sorties
| Pays        | Date             | Label       | Format                       |
| ----------- | ---------------- | ----------- | ---------------------------- |
| Japon       | 30 juin 2010     | EMI         | CD, CD+DVD, Digital download |
| Australie   | 2 juillet 2010   | Mushroom    | CD, CD+DVD, Digital download |
| Royaume-Uni | 5 juillet 2010   | Parlophone  | CD, CD+DVD, Digital download |
| France      | 5 juillet 2010   | Parlophone  | CD, CD+DVD, Digital download |
| États-Unis  | 6 juillet 2010   | Astralwerks | CD, Digital download         |
| Argentine   | 27 juillet 2010  | EMI         | CD, Digital download         |
| Brésil      | 1er août 2010    | EMI         | CD, Digital download         |
| Chine       | 7 septembre 2010 | EMI         | CD, Digital download         |